# 13101 Fransson
13101 Fransson este un asteroid din centura principală de asteroizi.

## Descriere
13101 Fransson este un asteroid din centura principală de asteroizi. A fost descoperit pe 19 martie 1993 la Observatorul La Silla în cadrul programului UESAC. Asteroidul prezintă o orbită caracterizată de o semiaxă mare de 2,46 ua, o excentricitate de 0,09 și o înclinație de 6,9° în raport cu ecliptica.